# Булгаков, Али-бей
Али Бей Булга́ков (1810-е — 3 января 1892, Коккозы, Таврическая губерния) — помещик и меценат, Надворный советник.На его пожертвования была построена Булгаковская мечеть в деревне Коккозы (с 1945 года — Соколиное).

## Биография
Родился в 1810-е годы. Происходил из рода Булгаковых, прибывших в Крым с территории Турции в XVIII веке. Отец — Меметша Бей Булгаков, мать — Девлет Султан Кантакузина. Братья — Халил Бей, Шагин Бей, Селямет Бей, Ибрагим Бей и Кая Бей. Сёстры — Зейнеп Султан, Шемше Султан, Джефер и Бебей Султан.
Надворный советник Булгаков Али Бей, один из крупнейших землевладельцев Крыма, был воспитанником Дворянского полка (Санкт-Петербург). После окончания учебы, в 1832 г., он был определен на службу в штат канцелярии Таврического гражданского губернатора по Феодосийскому градоначальству. В 1835 г., после того как Али Бей доставил детей крымских мурз в кадетские корпуса Санкт-Петербурга, он был представлен лично Императору Николаю I и награжден им бриллиантовым перстнем. Затем Булгаков Али Бей служил в Словесном суде, а в 1849 г. стал Ялтинским уездным Предводителем Дворянства. За поручения, которые Али Бей выполнял в годы Крымской войны (1853–1856 гг.), он был награжден орденом Св. Станислава 3-й ст., после чего вскоре же был награжден орденом Св. Владимира 4-й ст., как прослуживший «ревностно и безпорочно» Ялтинским Предводителем дворянства три трехлетия подряд и избранный на четвертый срок.
В 1883 году Али Бей Булгаков с сыном Саид Беем, как один из наиболее известных крымских мурз, присутствовал в составе делегации от Таврической губернии на коронации императора Александра III в 1883 году.
Семье Али Бея Булгакова принадлежал известный ярлык хана Тохтамыша данный Бек-Ходжаю. Таврическое депутатское дворянское собрание в 1842 году установило, что грамота Тохтамыша принадлежит роду матери Али Бея Булгакова, правнука трехбунчужного паши Абдувели бея, владельца Коккозской долины, семья согласилась передать грамоту правительству без компенсации. Документ хранится в Институте восточных рукописей РАН.
Скончался Али Бей Булгаков 3 января 1892 года в деревне Коккозы (с 1945 года — Соколиное).

## Собственность и благотворительность

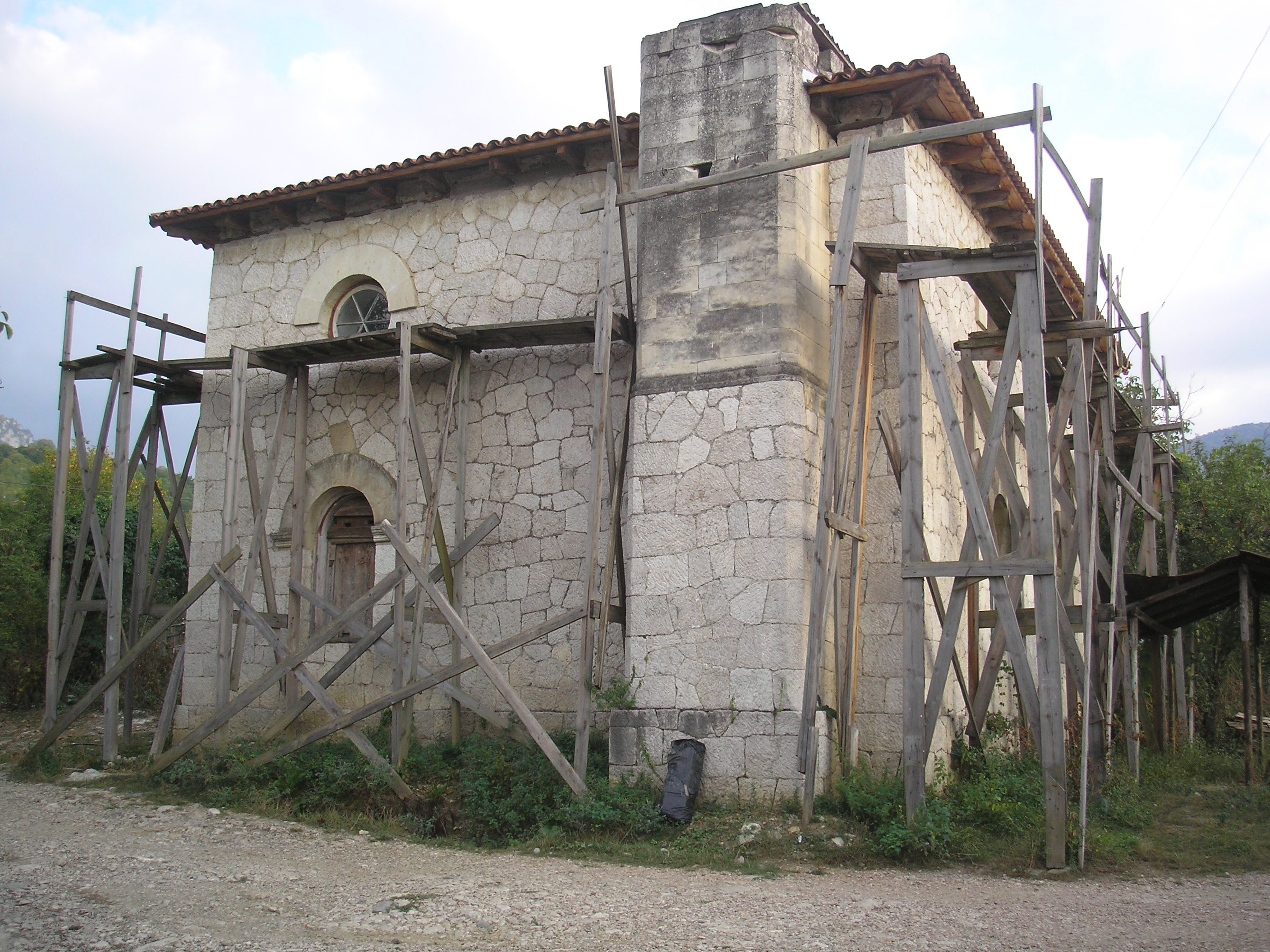
Булгаковская мечеть

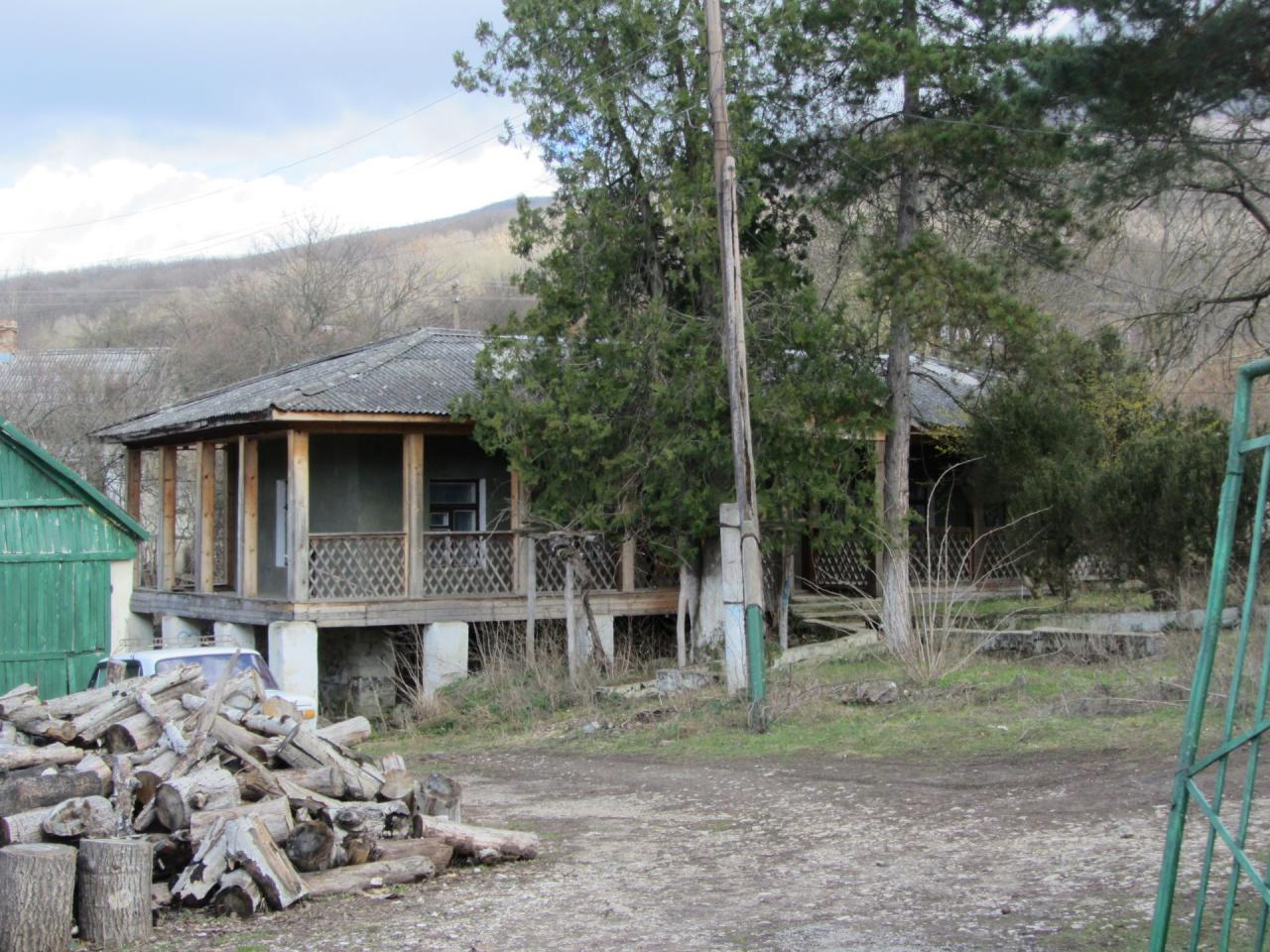
Сохранившийся флигель в усадьбе Али-бей Булгакова (1883)

Владел поместьем в деревне Коккозы, включавшим в себя двухэтажный особняк (не сохранился) и одноэтажный дом или флигель с верандой. На средства Булгакова вблизи его дома в 1880-е годы была построена мечеть, известная как Булгаковская. Рядом с его домом и мечетью в 1883 году был построен фонтан.
В Коккозе Али Бей Булгаков проспонсировал строительство «новометодной школы», которую в 1889 году посетил Исмаил Гаспринский. Кроме того, в 1889 году он пожертвовал тысячу рублей на строительство мечети в Санкт-Петербурге.

## Семья
Дважды состоял в браке. Первая супруга — Решиде, дочь муфтия Крыма. Вторая супруга — Эмине Дуду, дочь муллы. От первого брака — сын Саид Бей Булгаков (1859—1939) — дворянин, действительный статский советник, меценат.

## Награды
- Орден Святого Владимира 4 степени[3].
- Орден Святого Станислава 3 степени[3].